# Jan van Dijk (Kriminologe)

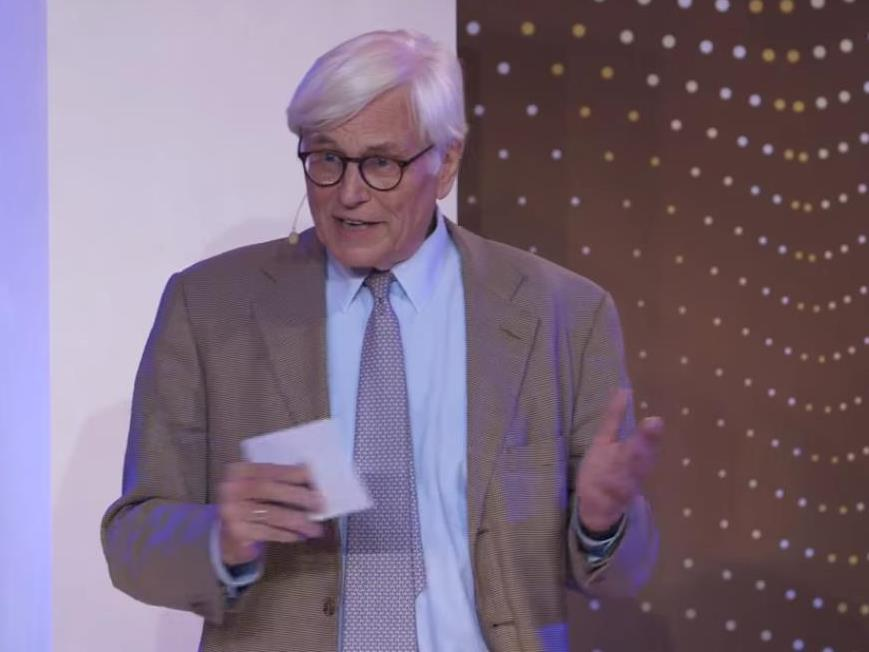
Kriminologe Jan van Dijk.

Jan van Dijk (* 1947) ist ein niederländischer Rechtswissenschaftler und Kriminologe. Er ist emeritierter Professor der Universität Tilburg. Van Dijk zählt zu weltweit bekanntesten Viktimologen. Von 1997 bis 2000 amtierte er als Präsident der World Society of Victimology. 2012 wurde er mit dem Stockholm Prize in Criminology ausgezeichnet.
Van Dijk schloss seine Jura-Studium 1970 an der Universität Leiden ab und wurde 1977 an der Universität Nijmegen als Kriminologe zum Doktor promoviert. Er war Mitglied der Expertengruppe für Maßnahmen gegen Menschenhandel (GRETA) des Europarats.